# بهشية طرية
البَهْشِيِّة الطرية (باللاتينية: Ilex mitis) نوع نباتي يتبع جنس البهشية من الفصيلة البهشية.
موطنها أفريقيا الجنوبية حيث تنتشر في جنوب أفريقيا ومالاوي وزيمبابوي.